# Procédé de fabrication
Un procédé de fabrication est un ensemble de techniques visant l'obtention d'une pièce ou d'un objet par transformation de matière brute. Obtenir la pièce désirée nécessite parfois l'utilisation successive de différents procédés de fabrication.
Ces procédés de fabrication font partie de la construction mécanique. Les techniques d'assemblage font partie des procédés de fabrication, elles interviennent une fois que les différentes pièces ont été fabriquées. On parle de procédé de fabrication pour tous les objets.

## Obtention par enlèvement de matière
Consiste à obtenir la forme finale par arrachements de petits morceaux de matière (copeaux). De manière générale, on appelle usinage ces procédés.
On y distingue : 
- le tournage ;
- le fraisage ;
- le perçage ;
- la perforation ;
- la rectification ;
- le limage ;
- et l'électro-érosion.
- Ainsi que les découpages : 
  - l'oxycoupage,
  - la découpe laser,
  - le découpage jet d'eau,
  - et le découpage plasma.

## Obtention par déformation
Consiste à déformer plastiquement le matériau jusqu'à obtention de la forme désirée.   
- Estampage
- Matriçage
- Tréfilage
- Forgeage
- Hydroformage
- Laminage
- Filage
- Cintrage
- Emboutissage
- Pliage
- Extrusion
- Thermopliage
- Thermoformage
- Repoussage

## Obtention par fusion
- Frittage
- Moulage ; voir également Fonderie.
- Le Forgeage liquide

Le Soudage consiste à fusionner deux pièces en les rendant localement liquide ; ce procédé peut aussi être considéré comme une technique d’assemblage.
La fabrication additive désigne les processus de mise en forme par fusion, ainsi que les processus chimiques : polymérisation ou réticulation.

## Obtention par assemblage
- Soudage
- Collage
- Boulonnage
- Rivetage
- Agrafage
- Frettage
- Tissage et Tressage
- Soudage par friction malaxage